# Pina (Mayo-Oulo)
Pour les articles homonymes, voir Pina.
Pina est une localité du Cameroun située dans le département du Mayo-Louti et la Région du Nord, entre la frontière avec le Nigeria et celle du Tchad. Elle fait partie de l'arrondissement (commune) de Mayo-Oulo.

## Population
Lors du recensement de 2005, Pina comptait 1 217 habitants. 